# Mode under 1960-talet
Mode på 1960-talet blev präglat av att ungdomar tog plats som en stor målgrupp på ett sätt de inte varit tidigare. Utvecklingen hängde ihop med den som skedde inom musik och kultur. Ungdomarna ville inte klä sig efter strikta regler, klassiska ideal och traditioner. De ville leva sitt liv med sina idoler, sin musik och sitt mode. 
Tjejerna, som tidigare varit lite damiga och söta, klädde sig nu i minikjolar som var ett måste i garderoben under 1960-talet. Aldrig tidigare hade kjolen varit så kort att den slutade ovanför knäna. Under detta årtionde var modet väldigt vågat och många av kvinnornas kläder var i miniformat. Minikjolen, de kvinnliga dräkterna och mods-stilen dominerade under 1960-talet. 
Modet under större delen av 1960-talet var att ha så raka kläder som möjligt, men det skulle ändå vara enkelt. Att bära mycket accessoarer var inte något som var populärt under 1960-talet, utan det skulle vara så enkelt som möjligt. Hattar var dock något som var väldigt vanligt. Hattar i olika stilar användes mycket för att få fram den speciella looken man letade efter. Det fanns små söta hattar, sofistikerade hattar eller för de som ville; lite fräckare hattar. 

## Kvinnligt mode
Man använde korta, enkla, A-linjeformade klänningar i olika färger, mönster och material. 1960-talet var fullt av experiment och förnyelser. Allting var tillåtet och det mesta accepterades. Man vågade mixa olika plagg, och jumpsuiten för vuxna skapades. 
I början av 1960-talet användes mycket bleka pasteller, såsom rosa, ljusblått, pistasch, gult och turkost. I mitten av 1960-talet gick man mer till abstrakta mönster i starka färger, och efter det övergick modet till OP-mönstrade kläder i svart och vitt och hundtandsmönstrade plagg var mycket omtyckta.
I slutet av 1960-talet var klänningarna väldigt korta, och för att minimodet skulle fungera använde man strumpbyxor i alla dess färger och mönster. Med sin minikjol eller korta klänning kombinerade man långa kappor och stövlar i olika längder. Stövlarna skulle helst ha hög klack och var ofta gjorda av syntetmaterial eller läder. Man gick från att använda baddräkter till att använda mycket små, väldigt avslöjande bikinis.

## Herrmode
Herrmodet fick sin största förändring under 1960-talet. Kläderna gick från svart och prydligt till färgstarka kläder för unga. Arméjackan kom till Sverige, och användes flitigt under mitten av 1960-talet. Man inspirerades väldigt mycket av den klassiska italienska looken, vilken innefattade både sofistikerade, fina kostymer och lite mer vardagliga. Det var väldigt vanligt att man använde tweed-kavajer och matchande byxor. Det fanns även ett lite rockigare herrmode då man klädde sig i slitna Lee jeans och T-shirt med olika tryck på tillsammans med en jeansjacka, mockajacka, uniformsjacka eller skepparkavaj.

## Rymdinspirerat
Rymdåldern blev stort under 1960-talet och det var vanligt att man gick klädd i kläder som var inspirerade av rymden, det vill säga runda, fyrkantiga, stela, vita och silvriga plagg. Man kunde även se hur byxdressen och overallen kom som universalplagg. 

## Mods
Mods var de människor som inspirerades mycket av The Beatles och hade gruppen som sin stilikon. Mods gjorde entré 1963 och klädde sig i eleganta kostymer, skjorta med smal slips och parkas. De använde även raka åtsittande byxor och hade ofta ganska långt hår, som brukade ligga i en sidbena. 

## Twiggy som förebild
Twiggy var en stor förebild för tjejerna under 1960-talet. Hon var en modell från England som var mycket söt och såg oskyldig ut. Många tjejer såg upp till henne och hon hade stort inflytande på modet och sättet man skulle sminka sig på. Hon hade ofta väldigt mycket mascara och kajal, var väldigt ljus i hyn och hade ljusa läppar. 
Twiggy klädde sig ganska varierat och använde ibland sockersöta små klänningar tillsammans med strumpbyxor och ibland klädde hon sig i manliga kostymer, vilket också blev väldigt modernt för tjejer att använda på 1960-talet. När Twiggy kom in i modevärlden startades en bantningshysteri bland unga kvinnor som ville likna sin förebild. Många drabbades av anorexia eftersom de ville vara lika smala som Twiggy.